# Scandia (tidsskrift)
 For alternative betydninger, se Scandia. (Se også artikler, som begynder med Scandia)
Scandia er et skandinavisk historisk tidsskrift, der i 1928 blev stiftet af brødrene Curt og Lauritz Weibull. Allerede i sine første år markerede tidsskriftet sig ved en række kritiske afhandlinger af høj kvalitet om nordisk historie.
Redaktører:
- Lauritz Weibull (1928-1957)
- Sture Bolin (1958-1960)
- Jörgen Weibull (1961-1967)
- Jörgen Weibull, Sverker Oredsson (1968-1973)
- Bengt Ankarloo (1974-1979:1)
- Kristian Gerner, Birgitta Odén, Göran Rystad (1979:2-1980:1)
- Kristian Gerner (1980:2-1987:1)
- Bengt Ankarloo (1987:2-1989:1)
- Göran Rystad (1989:2)
- Lars Edgren (1990-1992:1)
- Sverker Oredsson (1992:2-2002:2?)
- Ulf Zander (2003:1?- )

## Ekstern henvisning
- Scandia – de første årgange hos runeberg.org.
- Scandia Arkiveret 29. juni 2011 hos  Wayback Machine, ældre årgange digitaliserede af Lunds universitetsbibliotek.

| Anime eller manga | Spire Denne artikel om medie og kommunikation er en spire som bør udbygges. Du er velkommen til at hjælpe Wikipedia ved at udvide den. |